# 盧卡斯·塔里亞披特拉
盧卡斯·迪利馬·塔里亞比特（Lucas de Lima Tagliapietra，1990年11月5日－），生於巴西阿萊格雷特，巴西足球運動員，司職中堅，現時效力葡萄牙足球甲级联赛球會彭拿費爾。

## 球員生涯
盧卡斯生於巴西北部城市阿萊格雷特，於12歲開始接受專業足球訓練，當時童年夢想是往歐洲踢足球。
直到在2010年，他到當地南大河州南聖克魯斯的球會聖塔庫魯RS效力，不過由於上陣機會極少下，他選擇外流來港加盟甲組球會天水圍飛馬。雖然其表現未太突出，但為球會出場13次，並奪得足總盃亞軍。
約滿後，盧卡斯便轉會到歐洲摩爾多瓦球會達斯亞，實踐童年夢想的第一步。期間為球會征戰歐霸盃及本地聯賽，效力一個賽季後便轉投另一支摩爾多瓦勁旅米爾沙米，雖然上陣機會未算太多，但他很幸運地獲得一個機會加盟蘇超球會咸美頓。最初盧卡斯並沒有太多上陣機會，但到2015/16球季後便坐穩了咸美頓正選後衛，在蘇超上陣39場取得4個入球協助球隊護級成功。
出色的表現讓盧卡斯贏得葡超球會博維斯塔青睞邀請加盟，於2016年5月7日對阿洛卡的賽事中作為球隊主力後衛，正選落場並取得一個入球，最終盧卡斯賽後以9.4分成為該場比賽的最有價值球員。到2017年11月以45萬歐元轉會費加盟厄瓜多爾甲組聯賽球會利加大學。
2018年，盧卡斯加盟沙特阿拉伯球會巴腾。

## 球場以外
由於盧卡斯持有意大利護照，他在英國踢職業足球不需要工作證，他在巴西求學時曾有機會接受習英語教學，惟他從來沒有認真學習過，直到2011年到香港迫使盧卡斯要認真對待語言的問題，於是他開始自己學習英語，並隨身帶住一本小筆記本用來記錄重要的單詞及句子，而多得在香港的體驗令他現時能一口流利的英語。

## 外部連結
- Transfermarkt （页面存档备份，存于）
- Soccerway資料庫 （页面存档备份，存于）
- 香港足球總會網頁球員註冊資料 （页面存档备份，存于）